# Esclavitud a l'antiga Grècia

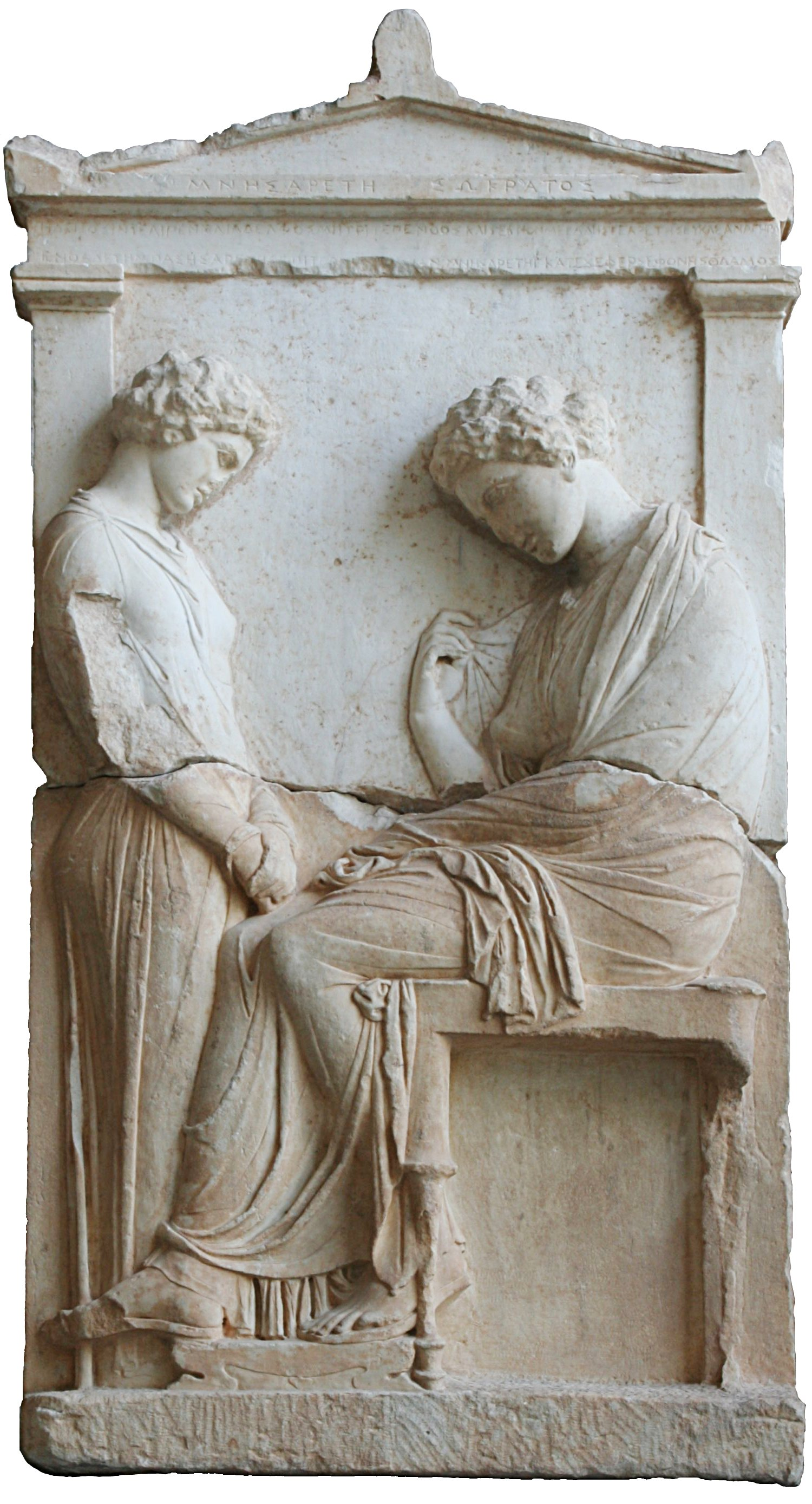
Escena d'una serventa jove (esquerra) contemplant la seva mestressa morta en l'estela funerària de Mnesarete, filla de Sòcrates.

L'esclavitud a l'antiga Grècia va ser un component essencial en el desenvolupament econòmic i social del món grec de l'antiguitat i estigué vigent al llarg de la seva història. Els grecs consideraren l'esclavitud no solament com una realitat indispensable, sinó també com un fet ben natural; fins i tot els estoics, en general, o els primers cristians no la van qüestionar. La majoria dels escriptors antics entenien que l'esclavitud no era tan sols un fenomen natural, sinó també necessari. No obstant això, també van aparèixer alguns debats aïllats que aixecaren el crit al cel, com s'observa en els diàlegs socràtics, o alguns estoics que expressaren la primera condemna de l'esclavitud de la qual es té un registre històric.
D'acord amb la tradició historiogràfica moderna, aquest article només parla dels esclaus mercaderia, també considerats com a esclaus estris per autors anglosaxons, i no dels grups amb una determinada dependència, com els penestes de Tessàlia, els ilotes d'Esparta o els clarotes de Creta, que tenien una posició social més complexa, ja en la línia de la servitud de l'edat mitjana. Un esclau mercaderia és un individu privat de llibertat i subjecte a la voluntat d'un propietari que pot comprar-lo, vendre'l o llogar-lo com un bé qualsevol.
L'esclavitud a l'antiga Grècia planteja problemes importants als estudiosos, ja que la documentació és dispar i molt fragmentària, concentrada principalment a la ciutat d'Atenes; es dubta del nivell d'implantació de l'esclavitud a la mateixa Esparta perquè n'hi ha molt poca informació. Cap tractat fa referència específicament al tema; fins i tot, sovint la mateixa terminologia és vaga. Els arguments judicials del segle iv aC, una bona font documental, no detallaven determinats aspectes relacionats amb els esclaus, ja que els veien, fonamentalment, com una font d'ingressos. La comèdia presenta els esclaus de comèdia, i la tragèdia els esclaus de tragèdia, però tan sols són una font indirecta de coneixement de la situació. D'altra banda, en la producció iconogràfica o en les esteles funeràries, és difícil distingir un esclau d'un artesà.
Actualment, l'esclavitud grega és objecte de debats historiogràfics i, en particular, el debat se centra al voltant de dues qüestions: si es pot dir que la societat grega era esclavista i, la segona, si els esclaus grecs formaven una classe social.

## Terminologia
L'antiga llengua grega té un gran nombre de paraules per a designar un esclau, moltes de les quals necessiten un context per a evitar una interpretació ambigua. En l'obra d'Homer, Hesíode o Teognis de Mègara, els esclaus són anomenats δμώς/dmôs. L'expressió té un significat més general, però es refereix de manera particular al presoner que forma part del botí, és a dir, una propietat. Durant el període clàssic, un terme habitual era ἀνδράποδον (andrápodon) (literalment, 'que té peus d'home', en oposició a τετράποδον (tetrápodon), 'quadrúpede', és a dir, 'bestiar'. Tot i així, la paraula més habitual era δοῦλος (doules), que deriva segurament del micènic do-e-ro, que contrasta amb la de persona lliure (ἐλεύθερος, eleuthera) i, més concretament, amb la de ciutadà (πολίτης, política). δουλεῖα (douleia) designa el certificat de submissió de l'esclau al seu amo, però també la relació dels infants amb els seus pares o la dels ciutadans vers els magistrats. Finalment, s'empra també el terme οἰκέτης (oikétês), literalment 'aquell que viu a la casa', que, per extensió, designa el 'criat'.
Altres termes utilitzats són molt menys precisos i requereixen el context per ser ben interpretats: 
- θεράπων (therápôn). En l'obra d'Homer designa el genet (Pàtrocle era el terapon d'Aquil·les,[13] i Merion el d'Idomeneu).[14] A l'època clàssica, designava el criat.[15]
- ἀκόλουθος (akólouthos), literalment, 'el que segueix al qui escolta'.[16]
- παῖς (país), literalment 'nen', ús emparentat amb el de 'criat',[17] que també s'utilitzava de manera despectiva per a anomenar alguns esclaus adults.[18]
- σῶμα (soma), literalment 'cos', emprat en el context d'emancipació o d'alliberament d'un esclau.[19]

## Orígens de l'activitat

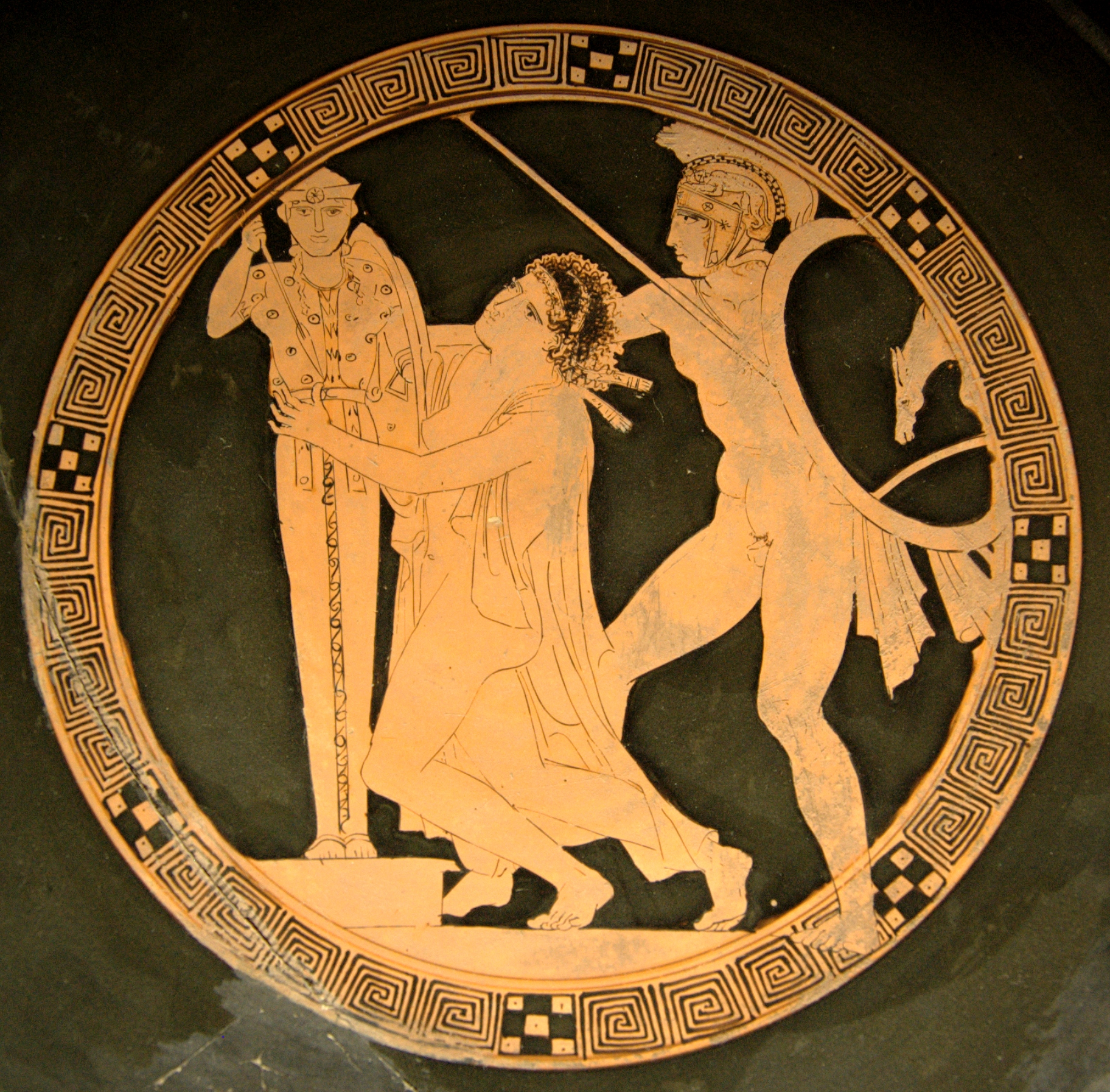
Dones com a botí de guerra: Àiax el Menor, prenent Cassandra; kílix de ceràmica de figures vermelles. Kílix per l'artista de Kodros (ca. 440-430 aC, Museu del Louvre)

No hi ha dubtes de la presència d'esclaus (doeroi) en la civilització micènica. Es distingeixen dues categories jurídiques: els esclaus simples i els esclaus del déu (teojo doer), divinitat que probablement devia ser Posidó. Els esclaus del déu sempre s'esmentaven pel seu nom i pel lloc d'origen, i la seva condició jurídica era similar a la de persones lliures. La naturalesa i l'origen del seu vincle amb la divinitat no quedava clara. Alguns d'aquests esclaus, com indica el seu nom, eren de Citera, Quios, Lemnos i Halicarnàs, i van ser reduïts a l'esclavitud probablement en actes de pirateria. Les tauletes posen de manifest que les unions entre esclaus i no esclaus eren habituals, que els esclaus podien ser artesans independents i que podien tenir un tros de terra. De fet, sembla que en la civilització micènica la divisió principal no es fonamentava en la diferència entre individus lliures i no lliures, sinó entre els que depenien de la vida de palau, de la cort, i els que no en depenien.
En l'obra d'Homer, en què les estructures socials reflecteixen la situació de canvi del període de l'edat fosca grega, no s'observa cap continuïtat amb l'època micènica. Fins i tot la terminologia va canviar: l'esclau s'anomenava dmôs i no do-e-ro (doulos). Tant en la Ilíada com en l'Odissea, els esclaus són principalment dones, capturades com a botí de guerra, mentre que els homes són segrestats per poder demanar un rescat, o morts en el camp de batalla. Les esclaves eren serventes, i de vegades concubines. Existeixen també alguns esclaus masculins, sobretot en l'Odissea, entre ells el criador de porcs Eumeu. L'esclau té la particularitat de ser un membre més de l'oikos (la unitat familiar). El terme dmôs no és pejoratiu i Eumeu, el «diví» criador de porcs, és tractat amb els mateixos epítets homèrics que els herois grecs. Malgrat tot, l'esclavitud continua sent una condició inferior. El mateix Eumeu declara que «Zeus li treu la meitat del valor a un ésser humà quan el converteix en esclau».
És difícil determinar quan neix l'esclavitud mercantil en l'època arcaica. Del que es desprèn de la lectura de l'obra d'Hesíode, Treballs i dies (segle viii aC), aquest posseïa diversos dmôes, però el seu estatus real no queda clar. La presència de douloi és esmentada per poetes lírics com Arquíloc de Paros o Teognis de Mègara. Segons la tradició, el codi de Dracó d'Atenes (620 aC), que tracta sobre l'homicidi, hauria esmentat els esclaus. Pel que comenta Plutarc, Soló (594 aC-593 aC) hauria prohibit que els esclaus practiquessin gimnàstica i pederàstia. A partir d'aquesta època, les cites es multipliquen. Quan Soló assenta les bases de la democràcia atenenca, l'esclavitud s'oficialitza. Moses Finley observa que a Quios –que segons Teopomp de Quios va ser la primera de les polis en la qual es va practicar el comerç d'esclaus–, ja existia durant el segle VI aC, com a conseqüència d'una democratització precoç; conclou que «un dels aspectes de la història grega és el desenvolupament a la vegada de la llibertat i l'esclavitud».

## Funció econòmica

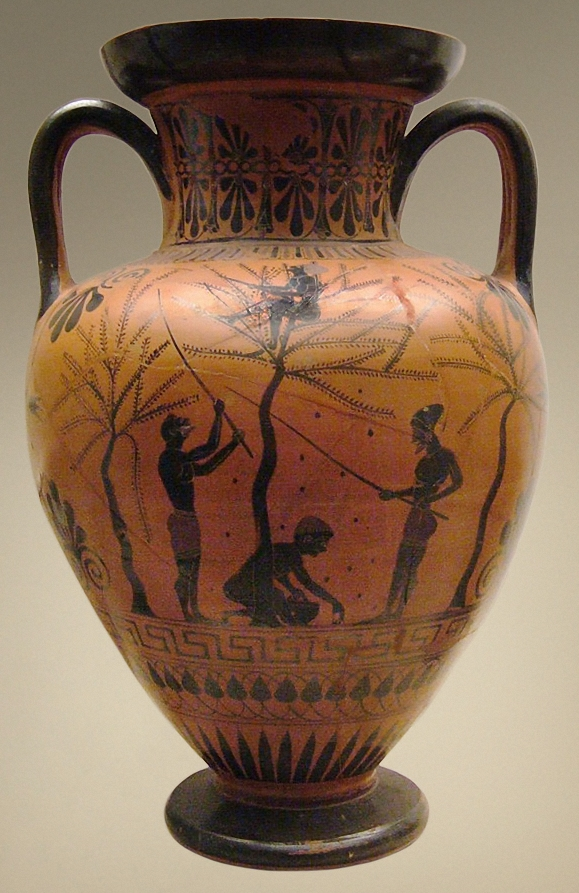
L'agricultura era l'activitat principal en què s'ocupaven molts esclaus (Museu Britànic)

A grans trets, a l'antiga Grècia no hi havia activitats específiques per als esclaus, ja que podien participar en qualsevol d'aquestes amb l'excepció de la política. La política era l'única activitat de la qual el ciutadà tenia el monopoli. En realitat, per als grecs era l'única activitat digna d'un ciutadà, mentre que les altres s'havien de delegar, en la mesura del possible, als no-ciutadans.
La principal activitat en la qual s'utilitzava esclaus era en l'agricultura, la base de l'economia grega. Alguns petits propietaris podien tenir un o dos esclaus propis. Un testimoni d'aquest fet és l'abundant literatura existent composta de manuals per als terratinents (com les obres Econòmic de Xenofont o Economia del pseudo-Aristòtil). El grau en què els esclaus eren utilitzats com a mà d'obra en l'agricultura està en disputa. Es recorria a la mà d'obra servil i, pel que fa a l'explotació, aquesta superava el nucli familiar. En les grans possessions, els intendents solien ser esclaus. No obstant això, a Grècia mai van existir les grans poblacions d'esclaus que es donaren en els latifundis romans.
A les mines i pedreres, el treball dels esclaus no era el més important. Encara que se n'hi troba una important població, sovint eren llogats per particulars amb poder econòmic. Nícies, un general atenenc de la Guerra del Peloponès, va llogar un miler d'esclaus a les mines de plata de Laurion, a Àtica; Hipònic, 600 esclaus, i Filomides, 300 esclaus. Xenofont indica que pagaven un òbol per esclau i dia, cosa que suposa unes 60 dracmes anuals. Llogar esclaus era una de les inversions més valorades pels atenencs. Xenofont calculà que a les mines de la muntanya de Laurion i en els molins contigus en els quals es realitzava la transformació del mineral, treballaven uns 30.000 esclaus. Fins i tot, proposà que la ciutat es dotés d'una important població d'esclaus sota la propietat de l'estat, en una proporció de tres esclaus per ciutadà, i que el seu lloguer assegurés el manteniment de tots els ciutadans.
També eren utilitzats en l'àmbit de l'artesania. Com succeïa amb les tasques agrícoles, s'hi recorria quan l'activitat superava les disponibilitats de la família. No obstant això, la proporció de mà d'obra esclava era molt més important en els tallers. La fàbrica d'escuts de Lísies donava feina a 120 esclaus, i el pare de Demòstenes tenia 32 ganiveters i 20 fabricants de llits.
Finalment, és evident que també treballaven a les cases particulars. Una de les tasques del criat era la de substituir l'amo de la casa en les feines i acompanyar-lo en els viatges. En temps de guerra, també servia d'escuder al seu amo hoplita. S'ha argumentat que la seva funció real era molt més gran. La dona esclava, per la seva banda, s'ocupava de les tasques domèstiques, especialment de l'elaboració del pa i de la fabricació de teixits. Només les famílies més pobres no tenien esclaus domèstics.

## Demografia

### Població

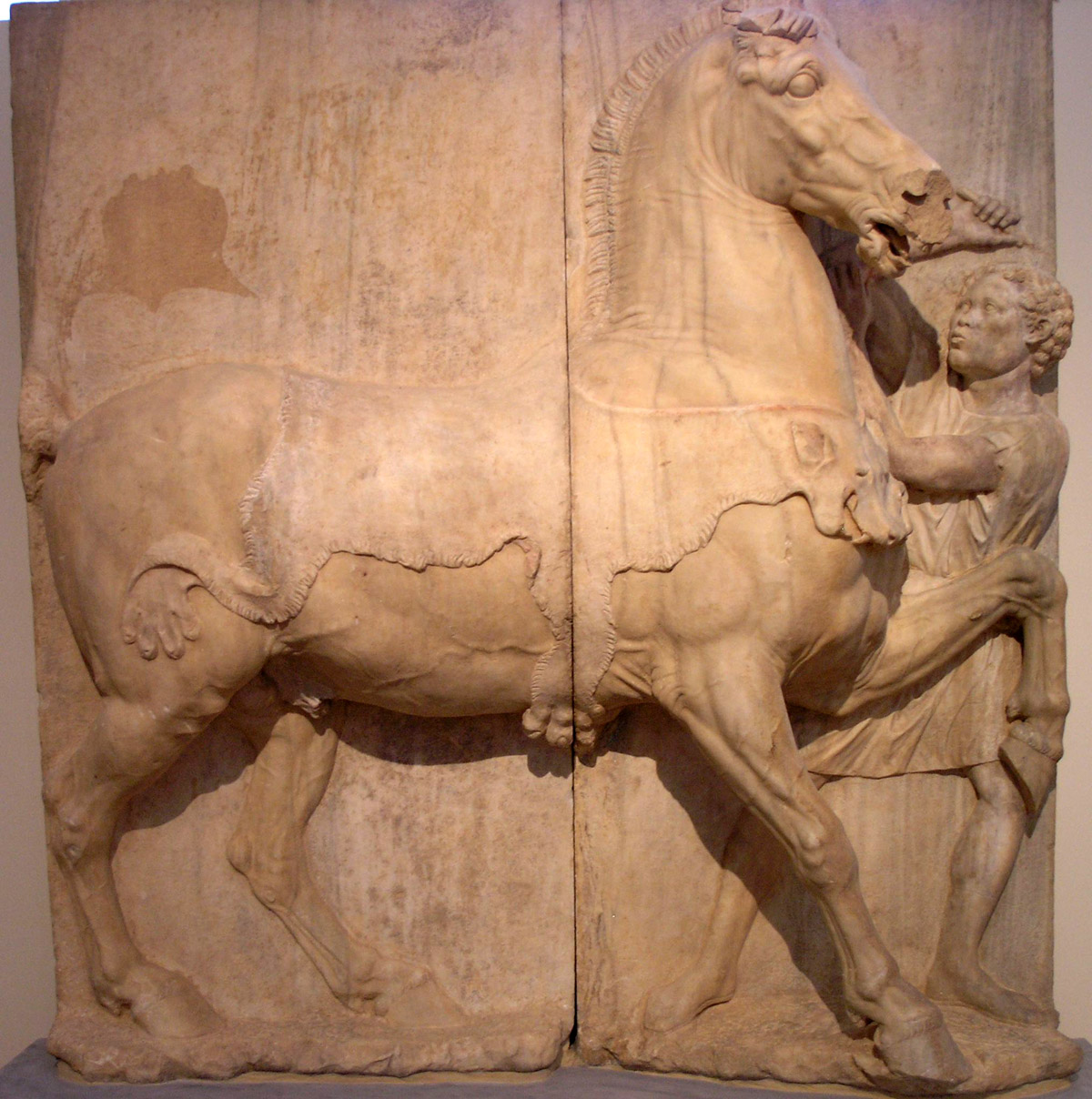
Esclau etíop intentant ensinistrar un cavall (Museu Arqueològic Nacional d'Atenes) (data desconeguda)

És difícil calcular el nombre d'esclaus existents a l'antiga Grècia a causa de la manca de censos precisos i també com a conseqüència dels molts canvis que s'han observat en les diferents èpoques. És cert que, durant els segles VI aC i V aC, Atenes posseïa la població global més important del país, potser fins a 80.000 esclaus, a raó d'uns tres o quatre esclaus per lloc de treball. En el segle v aC, Tucídides detallà la deserció de 20.000 esclaus en el curs de la Guerra de Decèlia, en la seva major part artesans, una dada de referència significativa.
El còmput més baix estima la xifra en uns 20.000 esclaus en els temps de Demòstenes, i la relació correspondria a un esclau per família. Entre el 317 aC i el 307 aC, el tirà Demetri de Falèron va ordenar un cens general de l'Àtica que detalla les següents xifres: 21.000 ciutadans, 10.000 metecs i 400.000 esclaus. Després de la derrota grega de Queronea (338 aC), l'orador Hipèrides, en el seu discurs Contra Aristogitó, evoca el projecte d'enrolar 150.000 esclaus, tots homes en edat de portar les armes, fet que concorda amb la xifra d'Ateneu.
La literatura de l'època dona a entendre que la gran majoria dels atenesos tenia almenys un esclau: Aristòfanes, en la seva obra Plutus, parla d'alguns ciutadans pobres que eren propietaris de nombrosos esclaus. Aristòtil va definir una casa de l'època com la posseïdora d'individus lliures i d'esclaus. Inversament, el fet de no posseir esclaus era un signe clar de pobresa. Així, en el cèlebre discurs de Lísies Sobre l'invàlid, un malalt protesta perquè: «el que trec del meu ofici és poca cosa, em fa pena exercir-lo jo mateix i no tinc forma de comprar un esclau que em substitueixi.» No obstant això, les immenses poblacions d'esclaus dels romans són desconegudes per als grecs. Quan Ateneu cita el cas de Mnason, amic d'Aristòtil i propietari de mil esclaus, aquest fet sembla molt excepcional. Plató, que en el moment de la seva mort era propietari de cinc esclaus, quan parla de persones molt benestants s'acontenta d'atribuir-los cinquanta esclaus.
En termes de densitat en la població d'esclaus, Tucídides estima que l'illa de Quios és el territori grec que, en proporció, tenia més esclaus.

### Xarxes d'aprovisionament
Existien tres xarxes principals d'aprovisionament d'esclaus: la guerra, la pirateria (marítima) o el bandolerisme (terrestre), i el comerç internacional.

#### La guerra
En les guerres de l'antiguitat, el vencedor tenia tots els drets sobre el vençut, hagués combatut o no. L'esclavitud, sense ser sistemàtica, era una pràctica habitual. Així, Tucídides evoca els 7.000 habitants d'Hyccara, a Sicília, fets presoners per Nícies i venuts a continuació per 120 talents a la ciutat veïna de Catània. Fins i tot, l'any 348 aC, la població d'Olint fou reduïda a l'esclavitud per Alexandre el Gran, i la de Tebes ho seria el 335 aC. Un altre cas fou la gent de Mantinea esclavitzada el 223 aC per la lliga Aquea.
L'existència d'esclaus grecs era una font de molèsties constant per als grecs lliures; el fet d'esclavitzar ciutats senceres era una pràctica força rebutjada. Alguns generals no l'acceptaven, com l'espartà Agesilau II, o Cal·licràtides. Algunes ciutats arribaren a acords en els quals es prohibia aquesta pràctica; així, a mitjans del segle iii aC, la ciutat de Milet acordà no reduir a l'esclavitud cap habitant lliure de Cnossos, i el pacte era recíproc. L'alliberament d'una ciutat sencera reduïda a l'esclavitud arribà a representar un gran prestigi per al seu promotor; així, el 316 aC, Cassandre de Macedònia restaurà la llibertat de la ciutat de Tebes. Abans d'ell, Filip II de Macedònia havia esclavitzat la ciutat d'Estagira.

#### Pirateria i bandolerisme
La guerra proporcionà importants contingents d'esclaus, i aquests arribaven de manera regular. La importància de la pirateria (acció marítima) i el bandolerisme (acció terrestre) varià segons l'època i les regions on es practicà. Els pirates i els bandolers demanaven un rescat quan la seva víctima era de categoria. Quan no es pagava, o si el presoner no era rescatat, el segrestat era venut a un traficant d'esclaus. Així, cap persona lliure estava fora de perill i també podia caure en l'esclavitud. En algunes regions, la pirateria o el bandolerisme eren veritables especialitats de la zona, en un estil que Tucídides qualifica de vida «a la manera antiga»; és el cas d'Acarnània, Creta o Etòlia. Fora de Grècia, era coneguda la reputació dels il·liris, fenicis i etruscs. En el període hel·lenístic, s'hi afegiren els cilicis i els pobles muntanyencs de la costa de l'Àsia Menor. Estrabó narra la fama dels cilicis i de com rendibilitzaven el negoci: Delos, que estava situada no gaire lluny, permetia «vendre de manera quotidiana miríades d'esclaus». L'expansió de l'Imperi Romà exigí una gran demanda d'esclaus, i aquest fet impulsà el mercat i incrementà els actes de pirateria. Al segle i, els romans van intentar acabar amb la pirateria, per poder navegar amb tranquil·litat i així explotar millor les noves províncies de l'imperi.

#### Comerç internacional
A l'antiga Grècia existia un comerç d'esclaus amb els pobles bàrbars veïns. La llista fragmentada dels esclaus confiscats a la propietat dels mutilats de l'Herma esmenta 32 esclaus de diverses nacionalitats: tretze de Tràcia, set de Cària i, els altres, d'Escítia, Frígia, Lídia, Síria, Il·líria, Macedònia i el Peloponès. Els mecanismes foren relativament idèntics als del tràfic de negres: uns professionals del ram venien els seus congèneres en els mercats d'esclaus grecs. Els principals centres de comerç d'esclaus sembla que van ser Efes, Bizanci o Tanais, a la desembocadura del riu Don. Si alguns esclaus bàrbars eren víctimes de la guerra o la pirateria local, també n'hi havia que eren venuts pels seus pares i familiars.
Hi ha pocs testimonis sobre el tràfic d'esclaus, però alguns detalls ens permeten conèixer el possible funcionament. Algunes nacionalitats estaven representades de manera important i constant entre la població servil, així com succeí amb els membres del cos d'arquers escites utilitzat per Atenes com a força de policia; foren uns 300 individus al principi i, posteriorment, prop d'un miler. En les comèdies, els noms atribuïts als esclaus sovint feien referència al lloc d'origen: així, tratta, utilitzat per Aristòfanes a Les vespes, Els acarnesos o La pau, significava simplement 'dona tràcia'. A les èpoques clàssica i hel·lenística, era el senyor el que posava el nom a l'esclau. Podien portar el nom del seu amo, un nom ètnic, com l'esmentat de tratta, el nom d'un lloc (Àsia, Carion, Lidos, etc.), un nom seguit de la seva pàtria d'origen (Manes per a un lidi, o Mides per a un frigi), un nom d'un personatge històric (Alexandre, Cleòpatra, etc.). En resum, un esclau podia portar pràcticament qualsevol nom, però només els basats en noms de països bàrbars estaven específicament reservats als esclaus.
La nacionalitat de l'esclau era un criteri essencial per als compradors més importants. S'aconsellava que en un mateix lloc no s'havien de concentrar massa esclaus del mateix origen, per tal de limitar els riscos d'una revolta. És probable que, com els romans, algunes nacionalitats fossin més ben valorades com a esclaves.
El preu dels esclaus variava en funció de la seva competència. Així, Xenofont valorava en 180 dracmes el preu d'un miner de Làurion. I, en comparació, un obrer de les grans construccions era compensat amb una dracma diària. D'altra banda, els ganiveters del pare de Demòstenes valien 500 o 600 dracmes cada u. El preu estava també en funció de la quantitat d'esclaus disponibles a la venda: en el segle iv aC l'oferta era important i, per tant, barats. En els mercats d'esclaus, la ciutat cobrava un impost sobre el producte de la venda. Per exemple, al santuari d'Apol·lo d'Actium, la confederació dels acarnesos, que tenia a càrrec seu la logística de les festivitats, percebia la meitat de l'impost; mentre, cap al 216 aC, la ciutat d'Anactorion, en una zona on existia també un santuari, percebia l'altra meitat. Se sap, a més, que el comprador es beneficiava d'una garantia contra els «vicis ocults» de l'esclau: si es comprovava que estava malalt i el comprador no n'havia estat advertit, aquest podia anul·lar la venda.

### L'augment natural

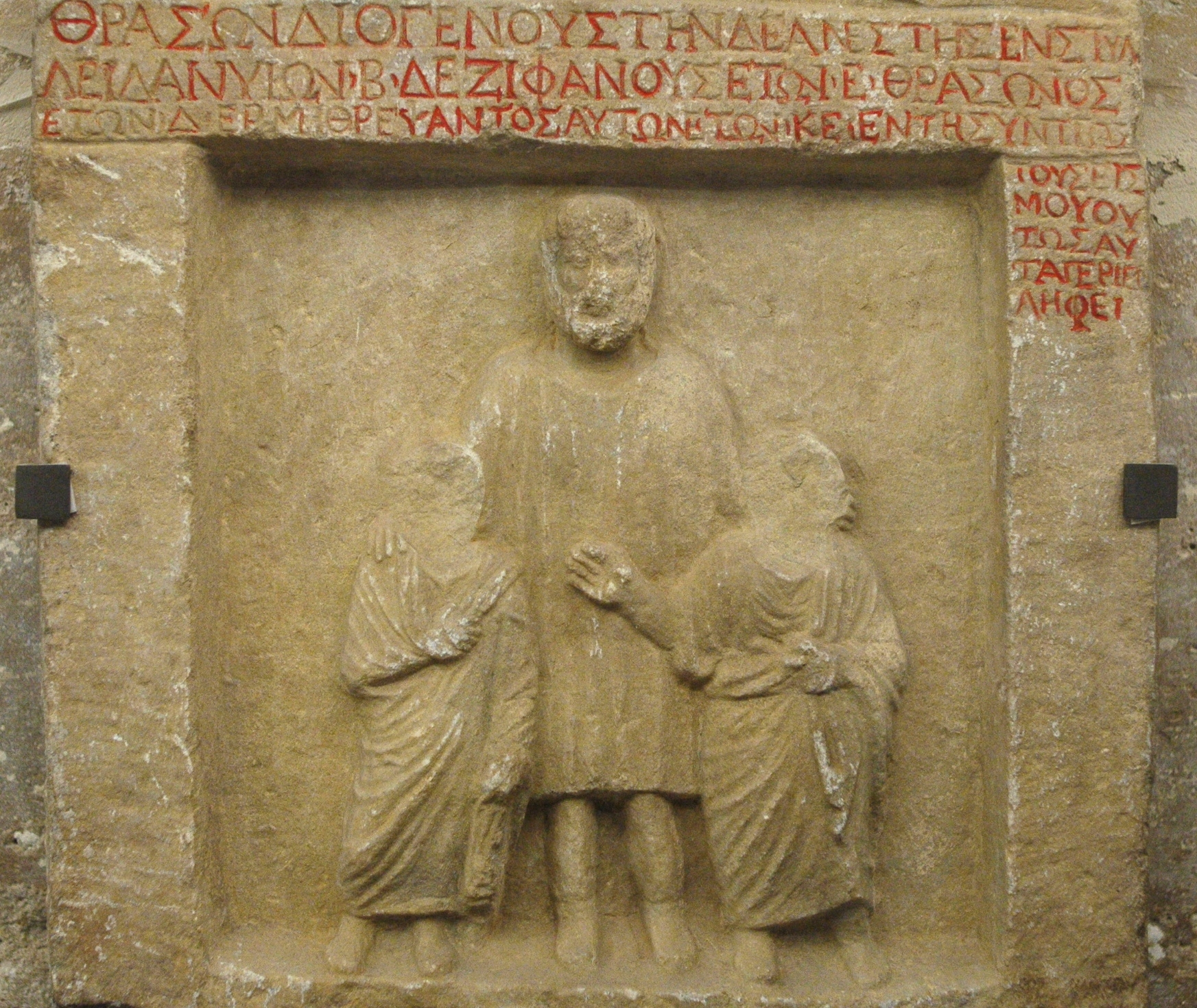
Estela funerària de dos joves i el seu pedagog, morts en un terratrèmol, a Nicomèdia,, Museu del Louvre

Curiosament, sembla que els grecs no practicaven la «cria» dels esclaus, almenys en l'època clàssica. La proporció dels nascuts en una casa sembla bastant important a l'Egipte ptolemaic o en les actes d'emancipació hel·lenística de Delfos. De vegades, la causa d'això és natural: a les mines només treballaven esclaus masculins. No obstant això, les dones esclaves eren nombroses en l'àmbit domèstic. L'exemple dels negres als Estats sudistes ensenya, d'altra banda, que una població servil pot reproduir-se. Aquest punt queda, doncs, relativament inexplicat.
Xenofont aconsellava allotjar els esclaus i les esclaves separadament, i considerava la reproducció dels esclaus com un mitjà de pressió disciplinari. L'explicació és sens dubte econòmica: fins i tot un esclau qualificat era barat, i és menys car adquirir un esclau que alliberar-lo. A més, el part posava en perill la vida de la mare esclava, i el nadó no tenia assegurada la supervivència fins a l'edat adulta.
D'altra banda, els esclaus nascuts a casa, que eren una minoria, sovint constituïen una classe privilegiada. Se'ls confiava, per exemple, l'encàrrec de portar els nens a l'escola; eren els «pedagogs», en el sentit primer del terme. Passava igualment si aquests esclaus eren fills de l'amo: en la majoria de les ciutats, sobretot a Atenes, el nen heretava l'estatus de la mare.

## Estatus entre els esclaus

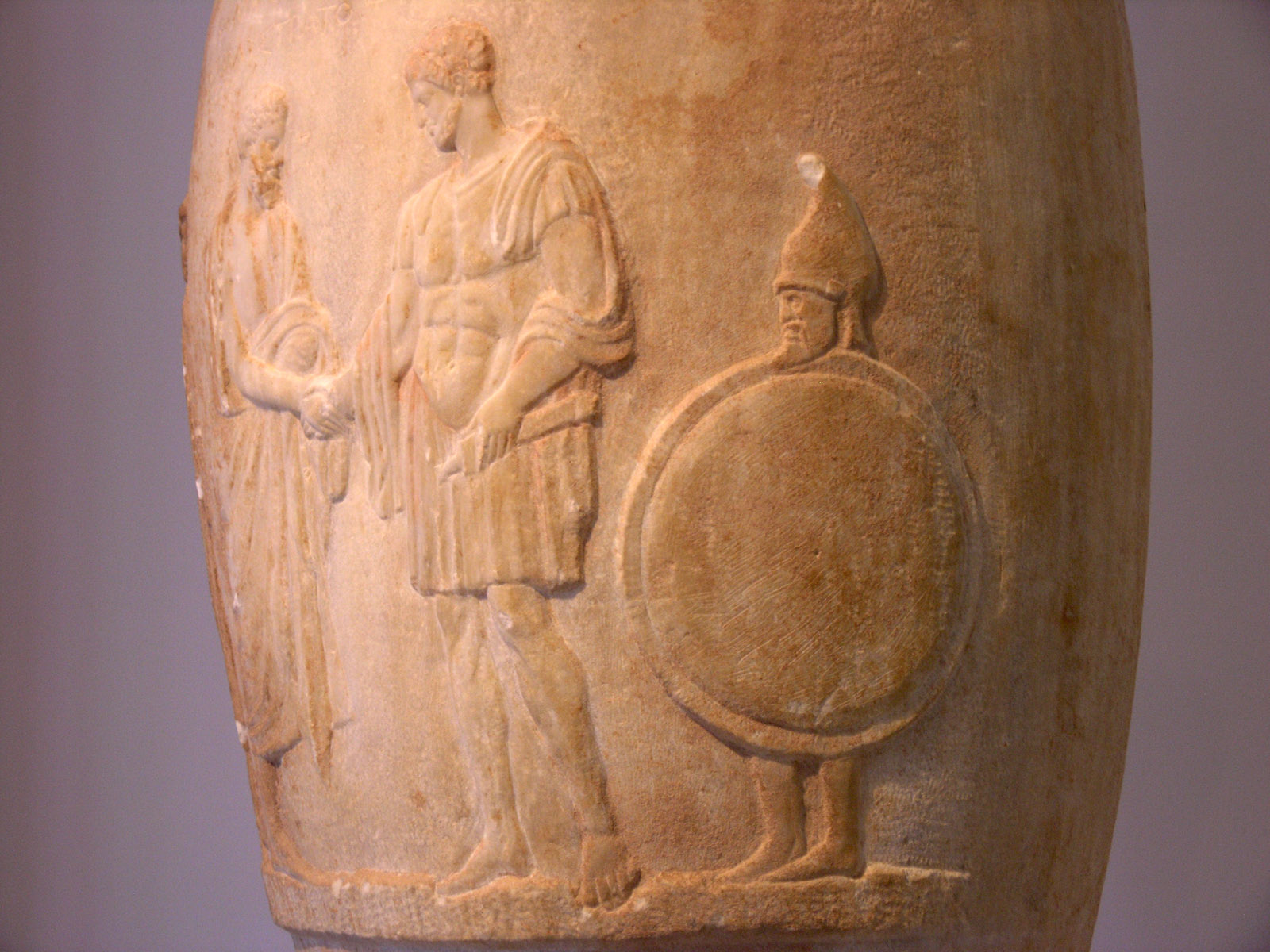
Lutròfor funerari; a la dreta un jove esclau porta l'escut i el casc del seu amo, c. 380-370 aC (Museu Arqueològic Nacional d'Atenes)

A l'antiga Grècia existien diversos estatuts servils. Més concretament, hi havia una multitud d'estatuts: el ciutadà lliure, l'esclau mercaderia, els esclaus servents (penestes o ilotes), els ciutadans que han perdut la categoria, els lliberts, els bastards o els metecs. Moses Finley (1997) proposa un esquema de lectura dels diferents estatus:
- Dret a una forma de propietat privada.
- Poder sobre el treball d'una altra persona.
- Poder de castigar una altra persona.
- Drets i deures judicials (possibilitat de ser arrestat i/o castigat arbitràriament).
- Drets i privilegis familiars (com contraure matrimoni, deixar herència i d'altres).
- Possibilitat de mobilitat social (emancipació).
- Drets i deures religiosos.
- Drets i deures militars (servint a l'exèrcit com a simple servent, soldat d'infanteria pesant o lleugera, o com a marí).

### Esclaus atenesos
A Atenes, jurídicament, els esclaus tenien molt pocs drets; davant la llei, eren representats pel seu amo en tots els procediments judicials. Un delicte mereixedor d'una multa per a una persona lliure donava lloc a cops de fuet per a l'esclau, sembla que un cop per dracma. Amb algunes excepcions, el testimoni d'un esclau no era admissible, excepte sota tortura. L'esclau no estava protegit; si algú el maltractava, el seu amo podia intentar una reclamació per danys i perjudicis (δίκη βλάϐης, dikê blabês). Inversament, si el seu amo el maltracta en excés, qualsevol ciutadà podia perseguir-lo (γραφὴ ὕϐρεως, graphê hybreôs); no es tractava d'un gest d'humanitat cap a l'esclau, sinó d'un acte de reprovació vers tota forma d'excés (ὕϐρις, hubris). Fins i tot en el cas de la mort d'un esclau, el sospitós era jutjat pel tribunal del Paladion, i no pel de l'Areòpag, i la pena prevista era l'exili. També ho era per l'homicida involuntari.

### Esclaus de Gortina

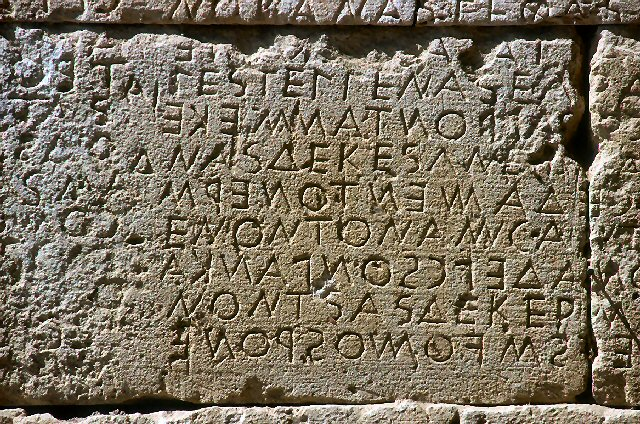
Un fragment del codi de Gortina (Gortina, Creta)

A Gortina, existeix un codi gravat en pedra que data del segle vi aC. En aquella època, l'esclau (doulos o oikeus) es trobava en un estat de dependència molt divers. Així, els seus fills pertanyien a l'amo, el qual era responsable de tots els delictes de l'esclau i, inversament, percebia les multes que pagaven altres individus pels delictes comesos contra el seu esclau. En les lleis de Gortina, on totes les penes eren pecuniàries, quan un esclau cometia un crim o un delicte tenia els muntants duplicats; les quantitats es doblaven. Inversament, un delicte comès contra un esclau resultava molt menys car que un delicte comès contra una persona lliure. Així, la violació d'una dona lliure per un esclau era castigada amb una multa de 200 estateres (unes 400 dracmes), mentre que la violació d'una esclava no verge per un esclau comportava una multa de només un òbol (la sisena part d'una dracma).
L'esclau, però, tenia el dret de poder posseir un domicili i el corresponent bestiar, unes possessions que podien ser transmeses als seus descendents, fins i tot els vestits i objectes necessaris per a la llar. La seva família era reconeguda per la llei i, d'aquesta manera, podien contraure matrimoni, divorciar-se, escriure un testament i heretar, com ho feia qualsevol persona lliure.

### La situació a Esparta

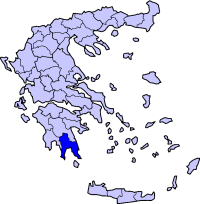
Localització del territori d'Esparta

Els ciutadans d'Esparta disposaven d'ilotes, un grup dependent posseït de manera col·lectiva per l'estat. S'ignora si també eren esclaus mercaderia. Els textos fan menció de personatges alliberats per espartans, fet que estava teòricament prohibit per als ilotes, o venuts a l'estranger; a Lacònia en trobem alguns casos: el poeta Alcman, Filoxé –un ciutadà de Citera que hauria estat reduït a esclavitud a l'època de la conquesta de la seva ciutat i després revenut a un atenenc–, un cuiner espartà que hauria estat venut a Dionís el Vell o a un rei del Pont, o de les famoses dides espartanes, molt estimades pels aristòcrates atenesos.
A més, en el cas d'Esparta, algunes cites evoquen els esclaus i els ilotes per separat, fet que suggereix que les dues poblacions no coincidien. En Alcibíades I, obra atribuïda a Plató, quan es tracta el tema de la riquesa dels espartans, se cita els esclaus i, sobretot, els ilotes. I Plutarc explica que les activitats domèstiques són un àmbit «dels esclaus i els ilotes».
Una dada aclaridora s'observa en l'acord de l'any 404 aC, que posava fi a la revolta dels ilotes a Messènia. S'hi estipulà que els rebels havien d'abandonar definitivament el Peloponès i precisa que qualsevol que fos capturat es convertiria en esclau de qui l'hagués agafat. Evidentment, la possessió privada d'un esclau no devia ser, per tant, il·legal.
La majoria dels historiadors estan d'acord a pensar que els esclaus mercaderia existien a Esparta, almenys després de la victòria dels lacedemonis contra els atenesos, el 404 aC, però devien ser poc nombrosos i només restaven a disposició de les classes superiors. Com succeïa en altres ciutats gregues, podien ser adquirits com a botí o comprats al mercat. Definitivament, si s'admet que els perioecis d'Esparta no poden tenir ilotes al seu servei, havien de tenir alguns esclaus.

### Un cas particular: la servitud per deutes
Abans de la prohibició de Soló, Atenes practicava l'esclavitud per deutes: un ciutadà incapaç de pagar un deute era sotmès al seu deutor. Es tractava principalment de pagesos que llogaven terres arrendades als grans propietaris terratinents, i que eren incapaços de pagar els seus arrendaments. En teoria, l'esclavitzat per deutes era alliberat quan podia reemborsar la quantitat exigida. El sistema es va desenvolupar amb diferents variants en tot el Pròxim Orient i apareix citat en la Bíblia; en el cas d'Atenes, sembla que va quedar formalitzat pel legislador Dracó d'Atenes.
Soló posà fi a la situació mitjançant l'establiment de la seisákhtheia (en grec: σεισάχθεια), que consistia en l'alliberament dels deutes, la interdicció de tot crèdit garantit sobre la persona del deutor i la prohibició de vendre un atenès lliure, fins i tot a un mateix. Aristòtil fa parlar Soló en la seva Constitució d'Atenes:
| «              | A molts, cap a Atenes, la seva pàtria fundada pels déus, vaig portar ja que havien estat venuts, uns sense justícia, altres justament (...) Als que aquí mateix en vergonyosa esclavitud estaven, tremolosos davant el semblant dels seus amos, els vaig fer lliures. | » |
| — Soló, XII, 4 | |   |

Encara que el vocabulari emprat sigui similar al de l'esclavitud «clàssica», l'esclavitud per deutes es diferencia en el fet que l'atenès esclavitzat continua sent un atenès, i pot dependre d'una atenesa vivint a la seva ciutat natal. Aquestes diferències expliquen la gran onada de descontentament entre el poble que durant el segle vi aC no entenia que no es poguessin alliberar tots els esclaus, sinó només els esclavitzats per deutes. Finalment, la reforma de Soló introduí dues excepcions a la prohibició de vendre un atenès: el tutor d'una dona soltera que hagués perdut la seva virginitat tenia dret a vendre-la com a esclava, i un ciutadà podia "exposar" (abandonar) els nadons no desitjats.

### L'alliberament
La pràctica de la manumissió o emancipació apareix testimoniada a Quios ja al segle vi aC. És probable que la iniciativa es remunti al període arcaic, i el procediment per a realitzar l'acord era oral. Els alliberaments informals estan documentats en el període clàssic; era suficient dur-lo a terme amb la presència de testimonis, fet que portà els ciutadans a alliberar els seus esclaus en plena representació teatral o enmig de la deliberació d'un tribunal. Aquestes accions impulsaren la seva prohibició a Atenes a mitjans del segle VI aC, per tal d'evitar determinats avalots en l'ordre públic.

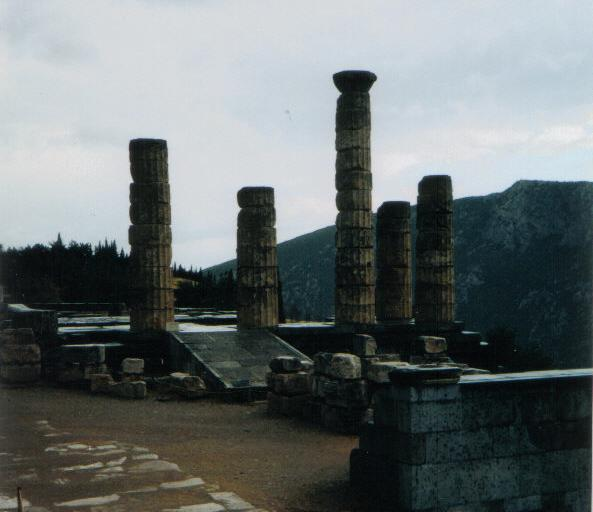
Ruïnes de Delfos

La pràctica es convertí en un fet més habitual a partir del segle iv aC, i donà lloc a actes que van quedar gravats en pedres, i que han estat trobats en santuaris, com el de Delfos o Dodona. Aquests registres daten principalment dels segles II aC i I aC, així com del segle I dC. Hi ha casos d'emancipació col·lectiva. Per exemple, a Tasos, durant el segle ii, hi ha casos que sorgiren per agrair als esclaus la seva fidelitat; devia ser, possiblement, en període de guerra. Es tracta, en la majoria dels casos, d'un acte voluntari per part de l'amo que era un home; però també, sobretot a partir de l'època hel·lenística, es donaren casos de dones.
L'esclau no tenia veu i les dones no semblaven beneficiar-se més que els homes de determinats avantatges. L'esclau, sovint, era rescatat per un import com a mínim equivalent al seu valor comercial. Per poder-se portar a terme, podia fer servir els seus estalvis, contraure un préstec amistós (en grec: ἔρανος, erano) amb el seu amo, un amic o, fins i tot, un client d'alguna cortesana. Aquests darrers eren casos habituals que implicaven alguna hetera –dones amb més llibertat, belles i amb una gran formació cultural–, com el famós cas de Neaira al segle iv aC.
L'emancipació tenia sovint una naturalesa religiosa, fos perquè l'esclau era venut per consagrar-se a una divinitat, sovint a Apol·lo Delfi, o era consagrat després de la seva emancipació. En aquests casos, el temple percebia una part de la suma pagada en el rescat, i garantia la validesa del contracte. L'emancipació podia ser, també, un pacte totalment civil, en què uns magistrats exercien el paper de la divinitat i percebien un impost.
La llibertat guanyada per l'esclau podia ser total o parcial, a elecció de l'amo. En el primer cas, quan la llibertat era total, el llibert era protegit jurídicament contra tota temptativa de convertir-lo un altre cop en esclau, com podia succeir per iniciativa dels hereus del seu antic amo. En el segon cas, el d'una llibertat parcial, l'emancipat podia ser sotmès a un cert nombre d'obligacions pel que fa al seu antic propietari. El contracte més exigent, la paramona, que era una espècie de servitud amb una durada limitada, sovint es mantenia fins a la mort de l'antic propietari; gràcies a aquest tipus de servitud, l'amo mantenia gairebé tots els seus drets sobre l'alliberat.
Respecte als drets ciutadans, l'alliberat restava lluny de tenir el mateix estatus que un ciutadà de naixement. Era sotmès a tota mena d'obligacions, de les quals ens podem fer una idea tot llegint les que proposa Plató en Les lleis: l'alliberat s'havia de presentar tres vegades al mes en el domicili de l'antic propietari, existia la interdicció de fer-se més ric que aquest últim, etc. De fet, l'estatus del llibert s'apropava al del metec, els residents estrangers que eren lliures però no gaudien dels mateixos drets que els ciutadans.

## Condició dels esclaus

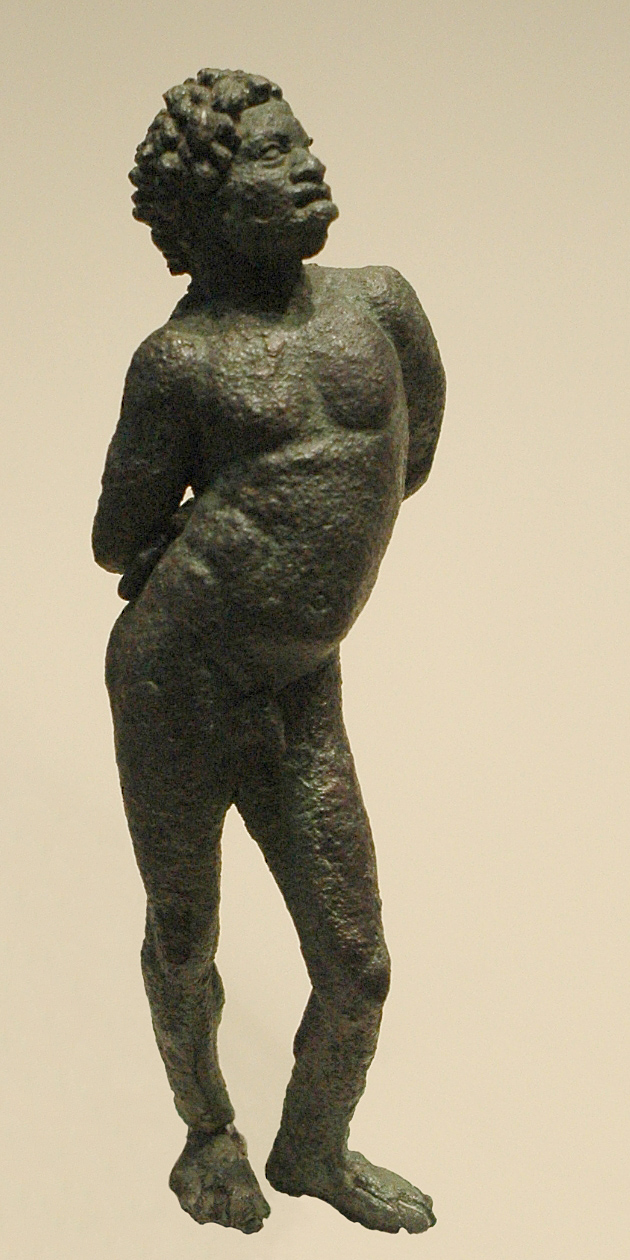
Esclau negre amb les mans lligades, obra de la dinastia ptolemaica (Museu del Louvre)

És difícil apreciar la veritable condició de vida dels esclaus grecs. Segons el pseudo-Aristòtil, l'activitat diària de l'esclau es resumia en tres paraules: treball, disciplina i menjar. Xenofont aconsellava tractar els esclaus com a animals domèstics, és a dir, castigar-los en cas de desobediència i recompensar-los en cas de bona conducta. Aristòtil, per la seva banda, preferia tractar-los com als nens, i recórrer a ordres, però també a recomanacions perquè l'esclau, després de tot, era capaç de comprendre les raons que se li donaven.
La literatura grega abunda en escenes de la flagel·lació d'esclaus, un mitjà de forçar l'esclau perquè treballés, així com el racionament en la concessió d'aliment, roba o descansos. Aquestes accions violentes o de pressió podien ser obra de l'amo, però també de l'intendent que, de fet, també era un esclau. Així, a l'inici de l'obra Els cavallers, Aristòfanes presenta «dos esclaus que es queixen de treballar com a rucs i de les pallisses que els infligeix el nou intendent». No obstant això, Aristòfanes denuncia el que era la veritable temàtica de la comèdia grega:
| «                     | ... Va posar fi [Hèrcules] als esclaus que fugien i enganyaven i es deixaven enganxar expressament, aquests que apareixien a l'obra sempre plorant i només perquè l'altre esclau es burlés dels seus cops i després preguntés: -desgraciat, què t'ha passat a la pell? És que un fuet t'ha envaït els flancs amb un gran exèrcit i t'ha devastat l'esquena?... | » |
| — Aristòfanes. La pau | |   |

De fet, la condició dels esclaus variava en funció del seu estatus: l'esclau miner de Làurion tenia unes condicions de treball particularment penoses, mentre que l'esclau d'una ciutat gaudia d'una relativa independència. Podia viure i treballar sol, mitjançant el pagament d'una renda (ἀποφορά, apophora) al seu amo, i podia estalviar diners per comprar la seva llibertat. L'emancipació era, en efecte, una potent palanca de motivació, de la qual és difícil estimar l'amplitud real. El pseudo-Xenofont deplora la llicència en la qual viuen els esclaus atenesos: 
| «                                          | Pel que fa als esclaus i als estrangers, gaudeixen a Atenes d'una major llicència; no es té allà el dret de colpejar i l'esclau no s'apartarà al teu pas. | » |
| — Pseudo-Xenofont. República dels atenencs | |   |

Això no obstant, aquest presumpte "bon tracte" no va impedir que 20.000 esclaus atenesos fugissin al final de la Guerra del Peloponès, incitats per la guarnició espartana estacionada a l'Àtica, a Decèlia. Val a dir que aquests eren essencialment esclaus artesans qualificats, probablement entre els millors tractats. Inversament, l'absència d'una gran revolta d'esclaus grecs, comparable per exemple a l'encapçalada per Espàrtac a l'antiga Roma, s'explica sens dubte per la seva relativa dispersió, fet que impedia tota acció concertada de gran envergadura.

## Perspectiva històrica

### Concepcions antigues

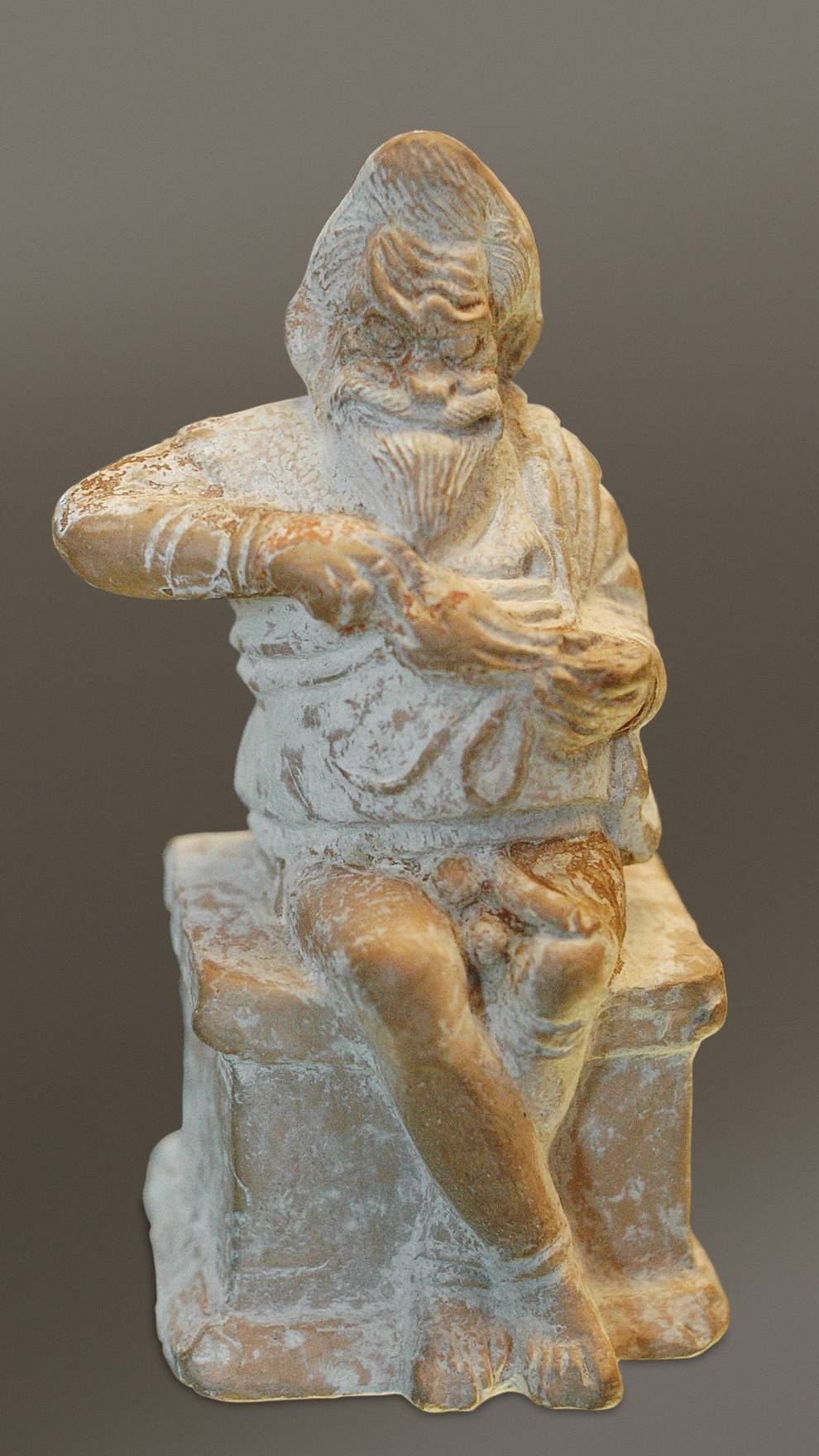
Esclau d'un teatre assegut sobre un altar, buidant el moneder que acaba de robar (c. 400-375 aC, Museu del Louvre)

Cap escriptor antic qüestiona l'existència de l'esclavitud, tot i que admeten que alguns esclaus arribaren a ser-ho de manera injusta. Per a Homer i altres autors preclàssics, l'esclavitud era una conseqüència inevitable de la guerra. Heràclit reconegué que "el combat és el pare de tot, el rei de tot (...): fa a uns esclaus, i a altres lliures».
En l'època clàssica, la principal justificació de l'esclavitud era de tipus econòmic. En aquest període emergeix la idea de l'esclavitud «per natura»; així, Èsquil diu que els grecs «no són ni esclaus, ni estan subjectes a cap altra persona», mentre que els perses, com ho resumeix Eurípides en Helena, «tots són esclaus, excepte un, el gran rei». A finals del segle v aC, aquesta idea latent és desenvolupada de manera teòrica per Hipòcrates; segons ell, el clima moderat de l'Àsia Menor produeix persones plàcides i submises. Aquesta explicació és represa per Plató i Aristòtil en la seva Política, en què postula la teoria de l'esclavitud per naturalesa:
| «                     | L'ésser que, gràcies a la seva intel·ligència, és capaç de preveure és governant per naturalesa, l'ésser que, gràcies al seu vigor corporal, és capaç d'executar és governat i per naturalesa esclau. | » |
| — Aristòtil. Política | |   |

A diferència dels animals, l'esclau pot percebre la raó, però està «completament desproveït de la facultat de deliberar». També condemnava l'esclavitud injusta en assenyalar:
| « | Hi ha qui té l'opinió que el poder del senyor sobre l'esclau és cosa fora de la natura, perquè és en virtut d'una llei que aquest és esclau i l'altre lliure, però pel que fa a la natura no difereixen en res i per això no és justa l'esclavitud, ja que és cosa forçosa i violenta. | » |

Plató, que va ser reduït a l'esclavitud i després va poder ser rescatat per un dels seus amics, al contrari, fa una condemna explícita de l'esclavatge en Menó, fent participar un esclau en una discussió filosòfica. D'aquesta manera, l'estatus d'ell mateix com a humà complet és reconegut, i el fonament essencial de l'esclavitud és desmentit.
Paral·lelament, els sofistes desenvolupen la idea que tots els humans pertanyen a una mateixa espècie, ja siguin grecs o bàrbars, i que alguns humans són esclaus encara que tinguin l'ànima d'una persona lliure, i recíprocament. Aristòtil mateix reconeix aquesta possibilitat i argumenta que l'esclavitud no pot ser imposada, si l'amo no és millor que l'esclau, confirmant així la seva teoria de l'esclavitud per natura. Per la seva banda, els sofistes acaben per concloure que la veritable esclavitud no està lligada a l'estatus sinó a l'esperit; així, Menandre afirma: «sigues lliure d'esperit, encara que siguis esclau; aleshores, no seràs més esclau» (fr. 857). Aquesta idea, represa pels estoics i els epicuris, no està en absolut en oposició al sistema esclavista, sinó que contribueix a banalitzar-lo.

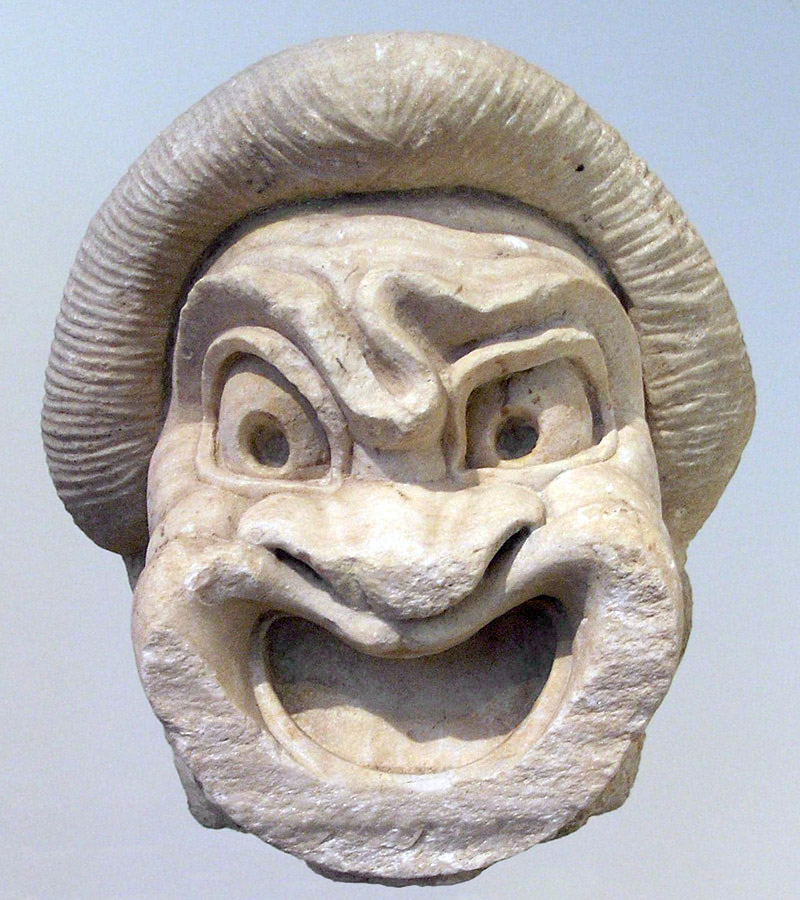
Màscara teatral que pertanyia al tipus d'esclau primer, a la nova comèdia (Museu Arqueològic Nacional d'Atenes)

Fins i tot, des d'un plantejament utòpic, els grecs no arribaren a imaginar el fet de viure en absència d'esclaus. Les "ciutats ideals" de Les lleis o de La república exigeixen la seva existència. Les «ciutats invertides» mostren les dones en el poder o el final de la propietat privada (en Lisístrata i Les assembleistes d'Aristòfanes), però no esclaus governant els amos. Les úniques societats sense esclaus són les de l'edat d'or, en què la satisfacció de les necessitats no és un problema. Plató explica que en aquest tipus de societat es cull amb profusió sense sembrar. En els Amfictions de Telèclides, el pa d'ordi es bat amb el pa de blat per ser menjat pels humans. Millor encara, els objectes es mouen per si mateixos: la farina es pasta a si mateixa i la gerra s'aboca ella sola. La societat sense esclaus és relegada a un més enllà cronològic o geogràfic. Una societat normal té necessitat d'esclaus.

### Concepcions posteriors i actuals
Amb el pas dels segles, l'esclavitud a Grècia va ser durant molt de temps objecte d'un discurs apologètic de caràcter cristià, que li atribuïa la responsabilitat del declivi del poder grec. A partir del segle xvi, el discurs sobre l'esclavitud en l'antiguitat esdevé moralitzador; ha de ser interpretat a la llum de l'esclavitud colonial: o els escriptors lloen els mèrits civilitzadors o denuncien els prejudicis. En aquest context, Henri Alexandre Wallon va publicar el 1847 una Histoire de l'esclavage dans l'Antiquité en el marc de la seva lluita per l'abolició de l'esclavitud a les colònies franceses.
Al segle xix emergí un discurs diferent, de tipus economicopolític. Es tractava de distingir algunes fases de l'organització de les societats humanes, i d'interpretar correctament el paper que hi va representar l'esclavitud grega. La influència de Karl Marx fou aquí determinant: per a ell, la societat antiga estava caracteritzada per un auge de la propietat privada i pel caràcter dominant de l'esclavitud com a manera de producció; era aquest i no un caràcter secundari, com en altres societats precapitalistes. A la interpretació marxista s'oposà ben aviat el corrent positivista representat per l'historiador Eduard Meyer; segons ell, l'esclavitud és el revers de la democràcia grega. És, doncs, un fenomen jurídic i social, i no econòmic.
Aquest corrent historiogràfic evoluciona al llarg del segle xx, impulsat principalment per Joseph Vogt, que veié en l'esclavitud la condició del desenvolupament de l'elit, de la classe dels ciutadans. Inversament, insisteix sobre les possibilitats ofertes als esclaus d'agregar-se a l'elit. Finalment, Vogt estima que la societat moderna, fundada sobre valors humanistes, ha permès deixar enrere aquest tipus de desenvolupament.